# Interface de rede
Na informática, a interface de rede é um software e/ou hardware que faz a interface/ligação entre dois protocolos em uma rede de computadores, que geralmente tem a forma de endereço de rede, que pode consistir de um ID de nó e um número de porta, ou pode ser um ID de nó único em sua própria direita.
As interfaces de rede oferecem funções padronizadas, tais como transmissões de mensagens, ligar e desligar, etc.
Um software ou sistema operacional, por exemplo, pode ser controlado através de uma pessoa usando um computador. A interface entre o software e o usuário é a tela de comandos apresentada por este programa, ou seja, a interface gráfica do software.
Em redes via ondas de rádio (redes sem fio), dependendo da tecnologia empregada, segundo fabricantes podem chegar a velocidades de 11Mbps ou mais. O padrão mais comum encontrado em computadores domésticos é o Ethernet.